# Пецка (Топуско)
Пецка је насељено место у општини Топуско, на Кордуну, Република Хрватска.

## Историја
Пецка се од распада Југославије до августа 1995. године налазила у Републици Српској Крајини. До територијалне реорганизације у Хрватској насеље се налазило у саставу бивше велике општине Вргинмост.

## Становништво
Насеље је према попису становништва из 2011. године имало 27 становника.
| Националност       | 1991.        |
| Срби               | 233 (98,31%) |
| Хрвати             | 1 (0,42%)    |
| Југословени        | 0            |
| остали и непознато | 3 (1,26%)    |
| Укупно             | 237          |

## Познате личности
- Ђуро Баић, народни херој